# 레프리콘 4
《레프리콘 4》(영어: Leprechaun 4: In Space)는 미국에서 제작된 브라이언 트렌처드스미스 감독의 1996년 SF 코미디 공포 비디오 영화이다. 워릭 데이비스 등이 출연하였다. 《레프리콘 3》(1995) 속편이자 레프리콘 시리즈 네 번째 작품이다.
속편 《레프리콘 5》(2000, Leprechaun in the Hood)로 이어진다.

## 출연진
- 워릭 데이비스
- 리베카 칼턴
- 제시카 콜린스
- 가이 사이너
- 게리 그로스먼
- 팀 콜세리
- 미겔 A. 누녜즈 주니어
- 데비 더닝
- 릭 피터스
- 제프 미드
- 래드 요크